# Vernonia gratiosa
Vernonia gratiosa là một loài thực vật có hoa trong họ Cúc. Loài này được Hance miêu tả khoa học đầu tiên năm 1882.